# レイモンド・ジェームス・スタジアム
レイモンド・ジェームス・スタジアム（Raymond James Stadium）は、アメリカ合衆国フロリダ州タンパにあるスタジアム。NFLのタンパベイ・バッカニアーズ、カレッジフットボールのサウスフロリダ・ブルズ（サウスフロリダ大学）の本拠地である。2020年にはXFLのタンパベイ・バイパーズも本拠地とした。
レイモンド・ジェームス・フィナンシャル社が命名権を取得し、現在のスタジアム名になった。通称、レイ・ジェイ（Ray Jay）。

## 歴史
レイモンド・ジェームス・スタジアムは、バッカニアーズの新オーナーとなったマルコム・グレーザーの要望により、タンパ・スタジアムに代わるスタジアムとして建設された。1989年に取り壊されたマイナーリーグスタジアムのアル・ロペス・フィールド跡地の隣接地に建設されている。完成時点での総工費は1億6,850万ドルであり、全額が公的資金で賄われた。
建設中はタンパ・コミュニティー・スタジアムの名称で知られていたが、1998年6月にセントピーターズバーグに本社を置くレイモンド・ジェームス・フィナンシャル社が、13年総額3,250万ドルでネーミングライツを獲得した。2006年4月27日、2015年までのネーミングライツの延長契約が締結された。2016年5月、バッカニアーズは、同社と2028年までの延長契約が締結されたことを発表した。
1998年9月20日、スタジアムが正式にオープンした。初戦はバッカニアーズがシカゴ・ベアーズを27-15で破った。1999年5月20日には、初のサッカーの試合が開催され、タンパベイ・ミューティニーがD.C.ユナイテッドに2-5で破れた。
1999年以降、毎年1月1日にカレッジフットボールのポストシーズンゲームであるアウトバック・ボウルが開催されている。また2018年以降、ガスパリラ・ボウルが開催されている。
2008年及び2009年のACCチャンピオンシップ・ゲームの開催地として選ばれた。
AACのサウスフロリダ・ブルズのホームスタジアムとなっている。ブルズのレイモンド・ジェームス・スタジアムでの最多入場者記録は、2012年9月29日に記録した69,383人。この試合では、ブルズがフロリダ州立大学のセミノールズを迎えた。
レイモンド・ジェームス・スタジアムにおける最多入場者記録は、2017年1月9日に開催されたカレッジフットボール全米王者決定戦で記録した74,512人である。
2009年シーズンを通して、レイモンド・ジェームス・スタジアムにおけるバッカニアーズの試合は全試合完売となった。2010年シーズンは、1試合も完売とはならず、地元でのテレビ放送が禁止されるブラックアウトの対象となった。これは2011年シーズン第4週まで継続し、10月3日のマンデー・ナイト・フットボールにおけるインディアナポリス・コルツ戦でブラックアウトをした。
また、モンスタートラックのモンスター・ジャム・ツアーが開催されている。
2021年には第55回スーパーボウルの会場となった。このシーズンのNFCチャンピオンがバッカニアーズとなった為、55回目にして初めて開催球場を本拠地とするチームがスーパーボウルに進出した。
試合はバッカニアーズが勝利し、スーパーボウル制覇を自らの本拠地で飾った初めてのチームとなった。

## 特徴

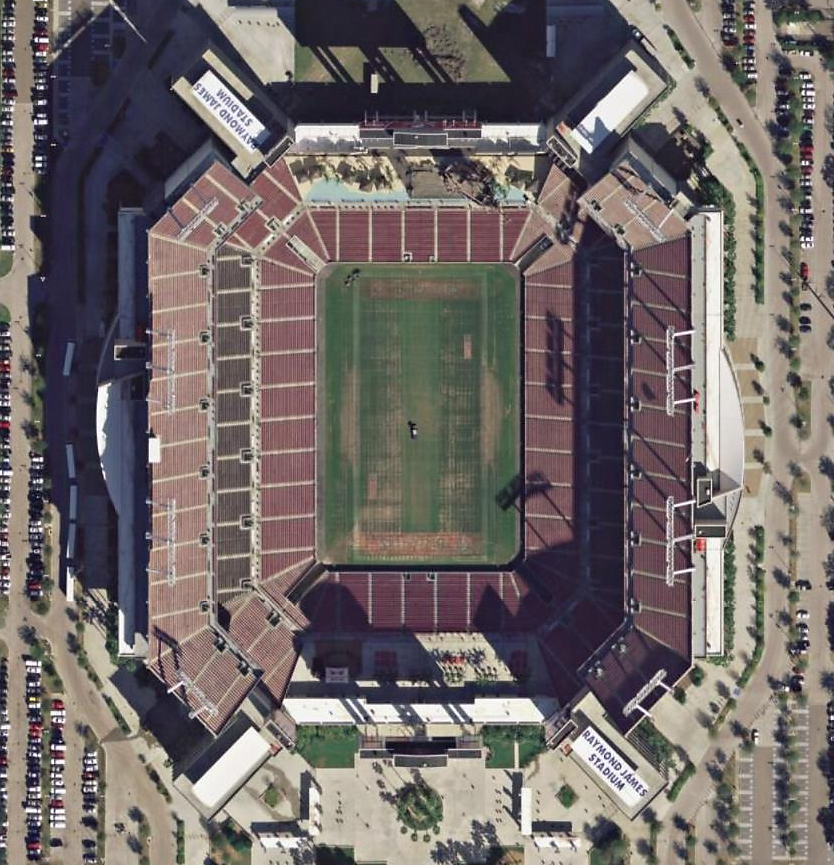
衛星写真

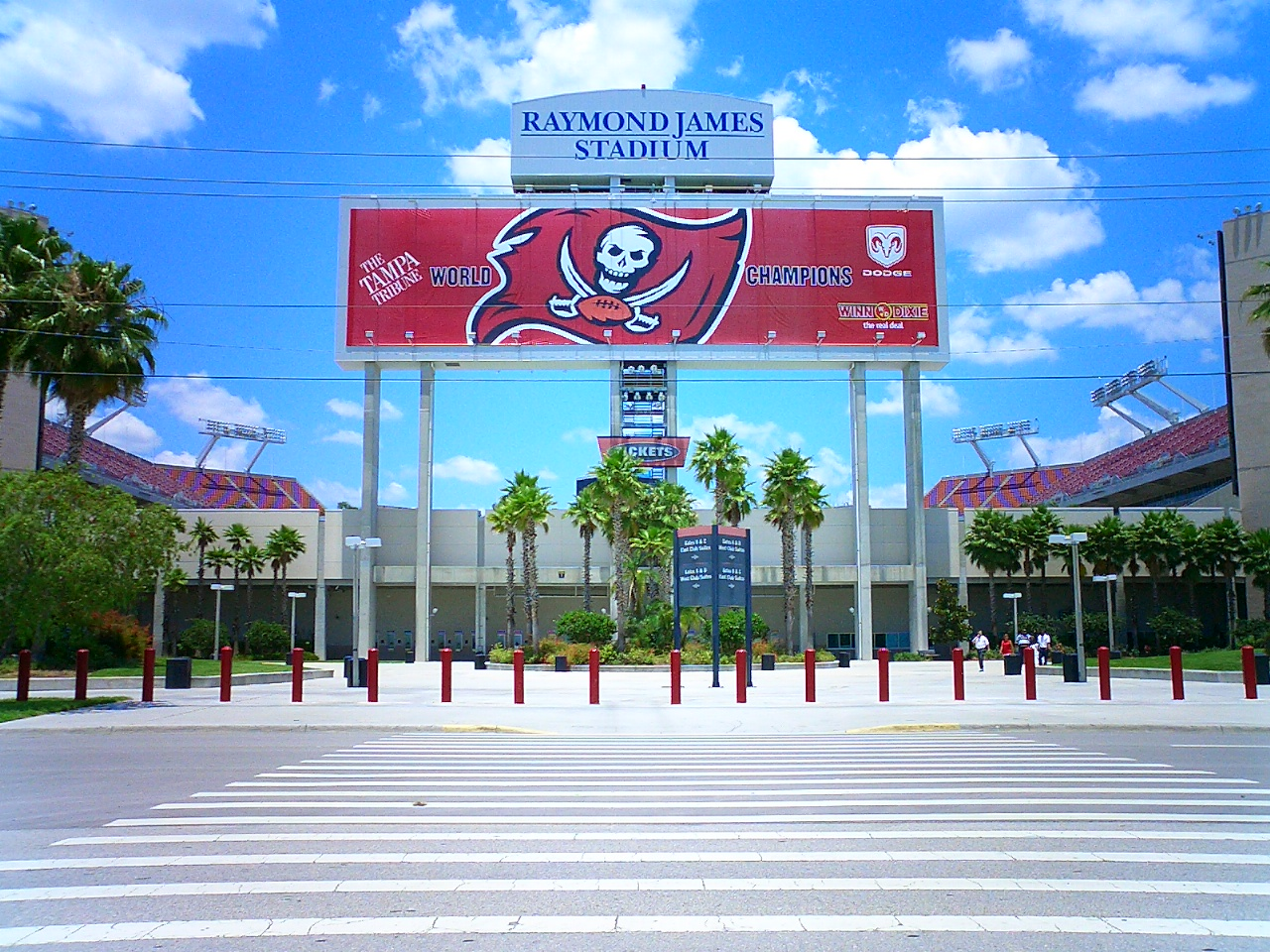
スタジアム正面

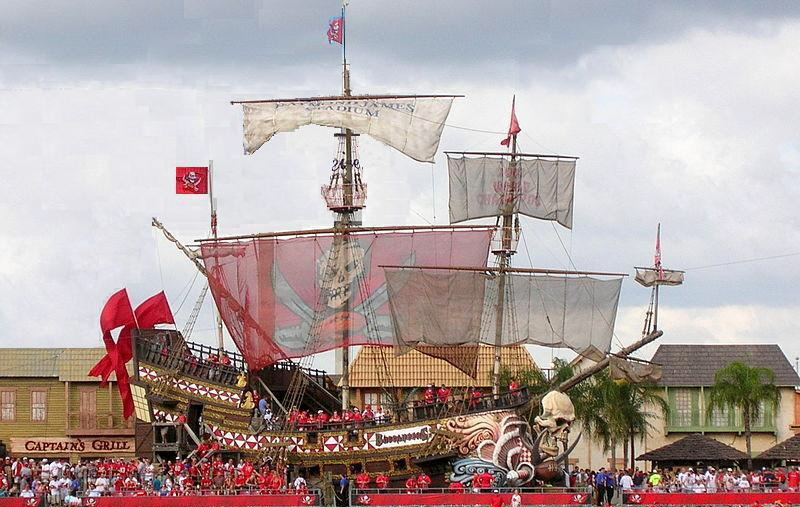
海賊船

最も認識されているスタジアムの特徴の一つは、北側エンドゾーン付近に鎮座する全長103フィート（約31.4メートル）、重量43トンの鉄及びコンクリート製の海賊船である。バッカニアーズが得点、敵陣レッドゾーンに侵入、又は試合に勝利した際に、海賊船のレプリカの砲台から砲火がなされる。得点毎に1度砲火され、加えてバッカニアーズが敵陣レッドゾーンに侵入すると、スタジアムホストが海賊船のデッキ周辺にチームフラッグを掲げる。試合中の様々な場面で、『パイレーツ・オブ・カリビアン』の"Yo Ho (A Pirate's Life for Me)"が流れ、船上から船の下の観客に対してビーズやTシャツ、その他無料の景品が投げ落とされる。そのエリアは多くのファンから「ミニ・ガスパリラ」の愛称でも知られている。海賊船の船尾にはアニメーションのオウムが座っている。このオウムはリモートコントロールされており、群衆の中からファンを選び出し、ラジオ無線で話しかけている。
CBSにて放送された第35回スーパーボウルでは、試合前やハーフタイム、試合後のゲームレポートは海賊船の上から行われた。NBCにて放送された第43回スーパーボウル及びESPNにて放送された2017年カレッジフットボール全米王者決定戦の報道も、海賊船上から行われた。
ダクトロニクス社製の200平方メートルに及ぶ二つの大型ビジョン「Buc Vision」は、スタジアム建設当時、リーグ最大の面積を誇った。2016年、大型ビジョンがリニューアルされ、両エンドゾーンに890平方メートルのHD対応の大型ディスプレイが設置された。「Buccaneer Cove（海賊の入江）」は、風化した漁村を模したコンセッションやトイレが設置されている。全てのエリアがADAに準拠している。
第35回スーパーボウル開催時には臨時スタンドがエンドゾーンに設置され、71,921人が集まり当時のスタジアム最大入場者記録を更新した。2017年カレッジフットボール全米王者決定戦まで最多入場者記録は更新され続け、その際にも臨時スタンドが設置された。
2003年、コーナーに設置されていた看板は、回転式看板に置き換えらた。2016年には、鮮明なディスプレイに置き換えられた。
レイモンド・ジェームス・スタジアムは、2009年に行われた半年ごとの選手に対する調査結果によると、NFL第2位の芝を誇った。
2016年始め、大規模改修が行われた。最も有名な改良は、前述のディスプレイの入替である。合計2,600平方メートルに及ぶディスプレイの合計面積は、NFLで第3位である。また、音響及びラグジュアリーボックスの改良も行われた。2016年シーズン終了後にも第2期の改築が行われた。

## 愛称
このスタジアムは、「レイ・ジェイ」や「ニュー・ソンブレロ」という愛称でも呼ばれる。ニュー・ソンブレロは、前身スタジアムのタンパ・スタジアムの愛称「ビッグ・ソンブレロ」から派生している。時折CITSの呼び名も使用される。これは、長年ローカル・スポーツキャスターを務めていたクリス・トーマスが、コミュニティー・インヴェストメント・タックス・スタジアムを略して誕生した造語であり、このスタジアムが全額税金を基に建設された事実を揶揄している。

## 時系列
1995年にバッカニアーズの所有権を獲得した直後から、新オーナーのマルコム・グレーザーはタンパ・スタジアムがチームにとって不適切であると宣言し、新スタジアム建設のためロビー活動を始めた。自治体がグレーザー家を満足させるほど迅速に動かなかったため、移転の可能性を検討するためグレーザーは別都市へ表立って接触を始めた。
タンパ及びヒルズボロ郡は、新スタジアムを公的資金で建設する計画を発案し、1996年9月に住民投票に掛けられた。住民投票で賛成を受ける活動の一環として、グレーザーはファンが5万件の10年分のシーズンチケットの予約金をチームに拠出した場合は、新スタジアム建設にかかる費用の1/2を負担することを公約に掲げた。
1996年9月3日、ヒルズボロ郡の有権者は、賛成53%反対47%の投票結果により、30年間0.5セントの消費税を支払うことにより、新しい学校の建設、公共の安全及びインフラ改善、そしてバッカニアーズへの新スタジアム建設のための費用1億9,200万ドルの公的資金投入を住民投票により可決した。バッカニアーズは、チームが収益金の全てを確保する一方で、スタジアム運営に掛かる費用の大部分を自治体が支払うという内容のスタジアムリース契約にサインした。前タンパ市長のビル・ポーは、民間に対しこのような「恋仲の契約」を結ぶことはフロリダ州憲法に違反しているとして、契約差止を求めて告訴した。州裁判所はポーの主張を認めたものの、バッカニアーズ及び自治体は控訴した。結局、フロリダ州最高裁判所まで持ち込まれ、最高裁は契約が合憲であり予定通り新スタジアムの建設を続行する判決を下した。
1996年10月31日、ニュー・オーリンズで開催されたNFLオーナー会議にて、第33回及び第34回スーパーボウル会場を選定した。マイアミのプロ・プレーヤー・スタジアムが第33回スーパーボウル会場に選定された。アトランタ、テンピ、タンパが第34回スーパーボウル開催地として立候補し、タンパは税金に関連する住民投票の成功によって有力となった。しかし、アトランタのジョージア・ドームが、第34回スーパーボウルの開催地に決定した。当初、NFLは当日中に開催地を確定させる予定は無かった。
2001年9月9日、レイモンド・ジェームス・スタジアムにとって最後のMLSの試合が開催され、9,932人の観客が集まったが、ミューティニーがコロンバス・クルーに2-1で敗北した。アメリカ同時多発テロ事件によりMLS2001年シーズンはシーズン途中で中止となったが、ミューティニーはホームゲームを残していなかった。ミューティニーはこの後に解散となっている。広いフィールドはサッカー開催にあたり理想的であるため、国際マッチは時折開催されている。
2003年4月、タンパ・スポーツ協会は、数百万ドルに及ぶ高額な財産税を回避するため、スタジアム所有権をヒルズボロ郡に譲渡することを提案した。バッカニアーズとのリース契約には、バッカニアーズは財産税を支払う必要はないことが明記されていた。しかし、バッカニアーズは拒否権を保持しており、自治体が試合日のセキュリティ確保のための費用を更に負担し、また郡が購入したスタジアムに関する保険の補償範囲を拡大しない限り、当該計画を拒否した。この論争は2003年12月まで継続し、郡が法的に所有権を宣言することで解決した。変更点の一つとして、バッカニアーズは建造物の一部の所有権を保有することとなった。バッカニアーズの承認を得るために、郡は結果として生じるバッカニアーズが支払う毎年の財産税を払い戻すことに同意した。
2005年5月25日、NFLオーナーはワシントンD.C.で会合し、第43回スーパーボウルの開催地を選定した。投票により、レイモンド・ジェームス・スタジアムは、ジョージア・ドーム（アトランタ）、レリアント・スタジアム（ヒューストン）、ドルフィン・スタジアム（マイアミ・ガーデンズ）を上回り、開催地として選定された。
2年近くに及ぶ法的闘争の後、タンパ・スポーツ協会は、メーン州ノース・バーウィックに本社を置く著名なスポーツシート及びスタンド製作会社のハッセー・シーティング社と和解に至った。1998年の開場以降、ハッセー社が製作した約5万席の座席が赤からピンクに変色していた。2003年に、この明らかな欠陥について、バッカニアーズは座席の入替に伴う経費の請求を座席製作会社に行うよう、タンパ・スポーツ協会に嘆願した。2004年5月、ハッセー社が座席のサンプルを検査したものの、変色を引き起こす原因を特定できず、それにより、10年間の保証の範囲として会社経費で座席交換の理由がないとした。しかし実際は、タンパ・スポーツ協会が保証内容として、変色が発生した場合はハッセー社が座席交換を行うという内容を引用した。そして、ハッセー社の代表ティム・ハッセーは調査のミスを認め、問題の発生した座席の交換に掛かる150万ドルを負担する協約をタンパ・スポーツ協会と結んだ。伝えられるところによると、座席の変色はハッセー社の製作ミスによるものであり、原因は紫外線防止剤（プラスチックに対する日焼け止めのような成分）の配合漏れによるものであった。2006年春に、問題のある座席は全て入替が完了した。
2015年12月、バッカニアーズ及びタンパ・スポーツ協会は、1億ドル以上の費用を要するスタジアム改修に関する合意に達した。交渉は数カ月に及び、2015年9月に合意に近づいた際に、更なる譲歩を望むバッカニアーズ側の弁護士によって交渉は延長された。最終的に、少なくとも2,900万ドルの経費を公的資金により賄い、2018年シーズンの開幕を別のスタジアムで開催する権利及びその他の譲歩を引き換えに、残りの費用をバッカニアーズが負担すると決定した。2016年1月に改修が始まり、第1期改修は2016年のシーズン開幕前に完了した。

## 主な試合

### スーパーボウル
| 年度 | 試合                 | 日程          | AFCチーム                    | スコア  | NFCチーム                  | 観客動員数 |
| ---- | -------------------- | ------------- | ---------------------------- | ------- | -------------------------- | ---------- |
| 2000 | 第35回スーパーボウル | 2001年1月28日 | ボルチモア・レイブンズ       | 34 - 7  | ニューヨーク・ジャイアンツ | 71,921     |
| 2008 | 第43回スーパーボウル | 2009年2月1日  | ピッツバーグ・スティーラーズ | 27 - 23 | アリゾナ・カージナルス     | 70,774     |
| 2020 | 第55回スーパーボウル | 2021年2月7日  | カンザスシティ・チーフス     | 9 - 31  | タンパベイ・バッカニアーズ | 24,835     |

## XFL
2020年2月に再興されたXFLに所属するタンパベイ・バイパーズは、このスタジアムをホームフィールドとした。バイパーズは、3年間の無償リース契約を結んだが、XFLは2020年シーズンのみを持って興行を打ち切った。

## その他用途
様々な大規模コンサートが開催されている。2009年にはU2が72,000人を動員するコンサートを行った。その他のアーティストでは、ケニー・チェスニー、エド・シーラン、テイラー・スウィフト、ビヨンセ、NSYNC、ワン・ダイレクションがコンサートを行った。
2020年4月5日には、プロレス団体WWE最大のイベントであるレッスルマニア36が開催される予定であった。しかし、新型コロナウイルスの影響により、フロリダ州の同団体のトレーニングセンターで開催されることとなった。